# Joseph Dominique Gauthier
Pour les articles homonymes, voir Joseph Gauthier (homonymie), Dominique Gauthier et Gauthier.
 (juillet 2017).
Si vous disposez d'ouvrages ou d'articles de référence ou si vous connaissez des sites web de qualité traitant du thème abordé ici, merci de compléter l'article en donnant les références utiles à sa vérifiabilité et en les liant à la section « Notes et références ».
Joseph Dominique Gauthier, né le 25 février 1910 et mort le 20 mars 2006 à Saint-Théodore-d'Acton (Québec), est un médecin canadien.

## Biographie
Fils de Victor Gauthier et d'Odile Picard, il épouse Anne Laurette Leblanc le 29 août 1938. Le couple aura 4 enfants (Dr Louis-Marie Gauthier, Mlle Lise Gauthier, Me Jacques Gauthier et Me Luce-Andrée Gauthier) Il a pratiqué plus de 4 500 accouchements et est un ancien membre de l'ordre de Jacques-Cartier. Il a travaillé à Shippagan, où une foule immense venait le consulter. La ville de Shippagan donna son nom à son boulevard principal. Décédé le 20 mars 2006, à l'âge de 96 ans et après 68 ans d'expérience en médecine, il laisse dans le deuil ses 4 enfants, ses 6 petits-enfants et ses 9 arrière-petits-enfants.

## Études
Université Saint-Joseph de Memramcook
- B.A. en 1933
- M.A. en 1941
- PH.D. en 1948

## Passion transmise entre génération
J. Dominique Gauthier a su transmettre sa passion pour la médecine à son fils, le Dr Louis-Marie Gauthier et à sa petite-fille Dr Anne-Geneviève Gauthier.

## Honneurs
Récompenses
- Médaille pro Ecclesiae et Pontificae du Saint-Siège (1963)
- Commandeur de l'Ordre de la croix de Jérusalem (1966)
- Écusson d'honneur de l'Association des médecins de langue française du Canada (1971)
- Doctorat honoris causa en sciences de l'Université de Bathurst (1974)
- Doctorat honoris causa en sciences de l'Université de Moncton (1974)
- Membre de l'Ordre du Canada (1976)
- "Médecin de pratique générale de l'année" par l'Université Laval (1978)
- Médecin de cœur et d'action (1990)

Membre à vie et émérite
- Membre des Associés du Frère André (1971)
- Membre de l'Ordre de Jacques Cartier (1971)
- Membre à vie de la Société médicale du Nouveau-Brunswick
- Membre à vie du Collège des médecins de famille du Canada
- Membre émérite de l'Association médicale canadienne
- Membre à vie de l'Association canadienne de Protection médicale
- Membre émérite de l'Association de langue française du Canada

- Citoyen honoraire de la ville de Shippagan (1974) et d'Acadiana Lafayette (1978), Louisiane.

## Citation
- « Le jour où les gens ne me téléphoneront plus, je prendrai ma retraite... ou encore, lorsque je serai en enfance ! »